# بخش داچوآن
بخش داچوآن (به لاتین: Dachuan District) یک منطقهٔ مسکونی در چین است که در داژو واقع شده‌است. بخش داچوآن ۲٬۶۸۸ کیلومتر مربع مساحت و ۱٬۲۸۰٬۰۰۰ نفر جمعیت دارد و ۳۱۲ متر بالاتر از سطح دریا واقع شده‌است.